# Оринко, Александр Николаевич
Алекса́ндр Никола́евич Оринко́ (16 декабря 1958, Харьков — 16 декабря 2021, Клайпеда) — советский футболист, вратарь.

## Биография
Воспитанник харьковского футбола, 1-й тренер — В. В. Васильев. Начинал игровую карьеру в клубах КФК в 1975 году. В 1979 году перешёл в клуб 2-й лиги «Джезказганец», где провёл несколько сезонов.
В 1984 играл за «Салют» из Белгорода. В 1986 провёл 2 игры за дебютанта 1-й лиги, клуб «Атлантас».
В 1988 и 1989 играл за команды «Волжанин» и «Балтика».
В 1991 году играл в Высшей лиге чемпионата Литвы за команду «Гранитас».
1992 год начинал в команде первой российской лиги «Дружба» (Йошкар-Ола), а в сезоне 1992/93 провёл 1 игру за украинский «Верес». Затем вернулся в Литву, в сезоне 1994/95 провёл 4 игры за клуб высшей лиги «Банга» (Гаргждай).
После завершения карьеры стал священником. Окончил Православный Свято-Тихоновский гуманитарный университет. Служил клириком в Храме в честь Всех святых, в земле российской просиявших в Клайпеде, имел канонический сан пресвитера.
Сформировал две юношеских команд по мини-футболу. Играл в футбольные матчи еще будучи священником.
В 2015 году, представляя футбольную команду «Klaipėda Rosai», забил гол в Клайпедском региональном чемпионате 3-й лиги Литвы, попав в книгу рекордов Литвы, став самым возрастным футболистом в Литве, забившим гол в официальном матче.
В 2018 году, был приглашен в команду чемпионата Литвы по мини-футболу. Александр Оринко, неоднократно инициировал матчи руководителей Клайпедского городского футбола.
Активно сотрудничал с молодежными центрами. Собрал юношескую команду для участия в Кубке города Клайпеды и был зарегистрирован в качестве запасного вратаря в команде по футболу.
Умер 16 декабря 2021 года.